# Mick Schumacher
Ne doit pas être confondu avec Michael Schumacher.
Pour les articles homonymes, voir Schumacher.
Mick Schumacher, né le 22 mars 1999 à Vufflens-le-Château (Suisse), est un pilote automobile allemand, fils du septuple champion du monde de Formule 1 Michael Schumacher. Vainqueur du championnat d'Europe de Formule 3 en 2018 puis du championnat de Formule 2 2020, il fait ses débuts en Formule 1 la saison suivante, au sein de l'écurie Haas F1 Team ; sans volant en 2023, il devient pilote d'essai pour Mercedes Grand Prix.
L'année suivante, il est recruté par Alpine Endurance Team afin de participer au championnat du monde d'endurance FIA.

## Biographie

### 2008-2014: fausse identité en karting
Pour éviter au mieux l'attention des médias, il commence en 2008 sa carrière en karting sous le nom de Mick Betsch, Betsch étant le nom de jeune fille de sa mère. En 2014, il court sous le nom de Mick Junior et devient vice-champion du monde de karting.

### 2015-2016: débuts en monoplace

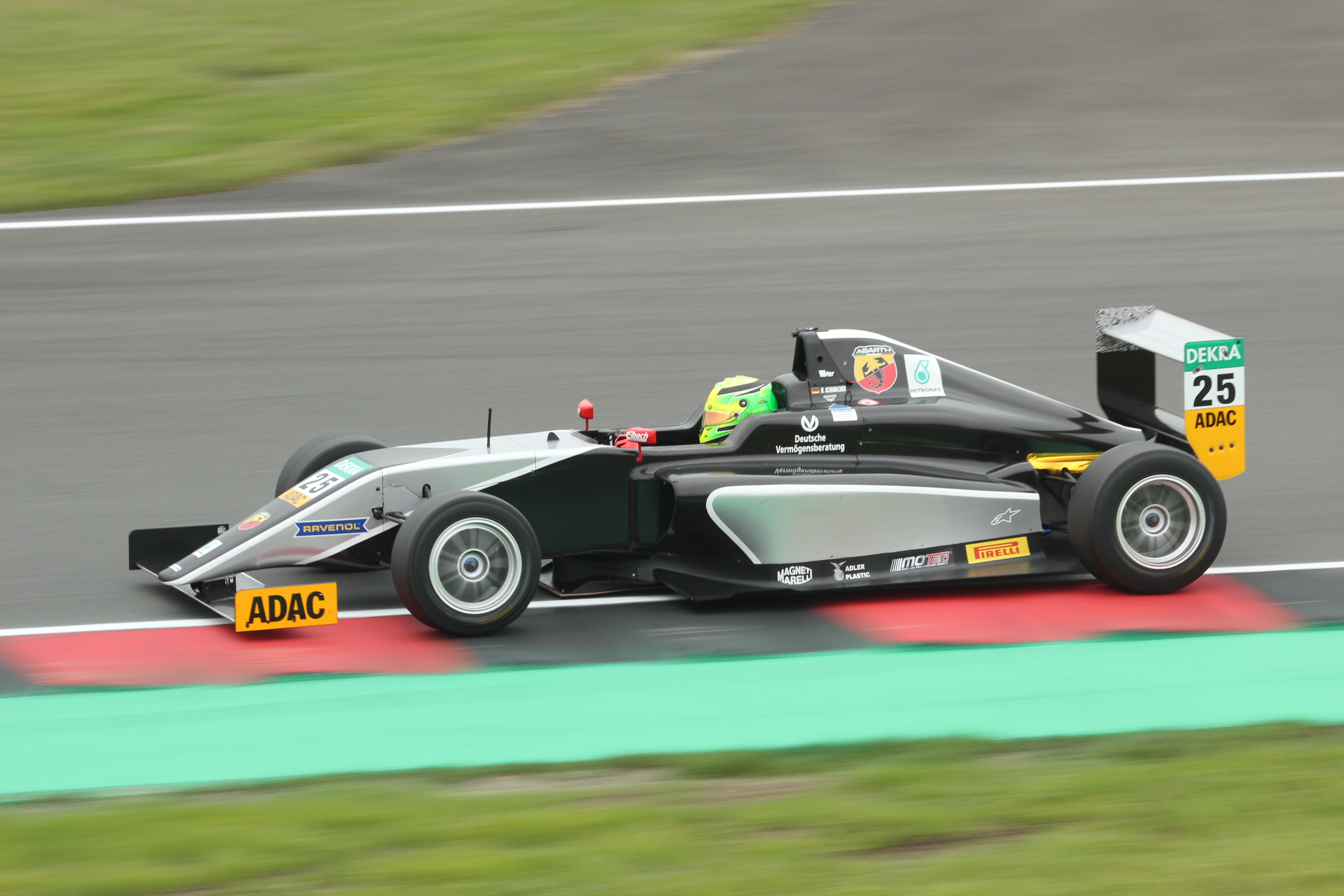
Schumacher en Formule 4 à Oschersleben en 2015.

En 2015, cette fois-ci sous le nom de Mick Schumacher, il fait ses débuts en monoplace avec l'équipe Van Amersfoort Racing en ADAC Formel 4 en Allemagne. Il remporte sa troisième course sur la Motorsport Arena Oschersleben, puis obtient un autre podium sur ce circuit plus tard dans la saison. Il se classe finalement dixième du championnat avec 92 points marqués. L'Allemand dispute aussi pendant l'intersaison, une manche de quatre courses de MRF Challenge Formula 2000 en Inde. Il se classe respectivement troisième, sixième, cinquième puis deuxième.
L'année suivante, il continue en Formule 4 allemande et signe chez Prema Powerteam. Avec cinq victoires, quatre pole positions et douze podiums en vingt-quatre manches, il finit vice-champion. En parallèle, il prend part au championnat d'Italie de Formule 4, avec la même écurie, et gagne les deux premières courses de la saison à Misano. Schumacher remporte au total cinq victoires et termine de nouveau deuxième au classement des pilotes.

### 2017-2018: sacre en Formule 3

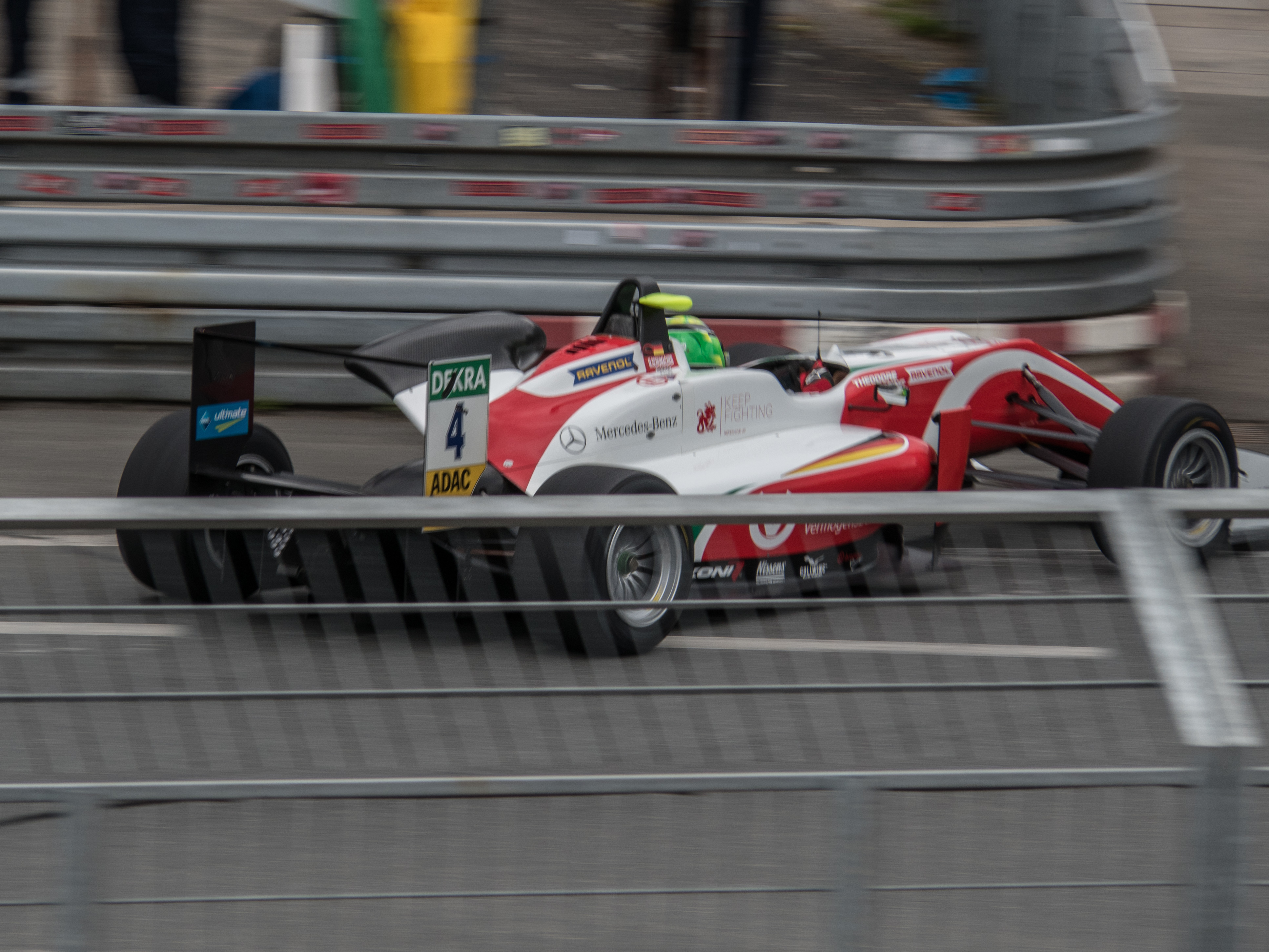
Mick Schumacher lors de la manche de Formule 3 du Norisring en 2018.

Entre novembre 2016 et février 2017, il participe au MRF Challenge Formula 2000. Il remporte deux courses à Bahreïn, puis deux autres sur le circuit international Buddh, après avoir obtenu deux pole positions. Il se classe troisième de ce court championnat.
En décembre 2016, Mick Schumacher signe un nouveau contrat avec Prema Powerteam et s'engage dans le championnat d'Europe de Formule 3 pour la saison 2017. Il commence alors à attirer les convoitises d'écuries de Formule 1, notamment la Scuderia Ferrari. Il obtient son premier et unique podium de la saison sur l'Autodromo Nazionale di Monza, avec une troisième place. Pour sa première année, il termine douzième du classement des pilotes, la moins bonne place pour un pilote Prema. En novembre, il finit seizième de son premier Grand Prix de Macao, avec toutefois le meilleur tour en course.
En 2018, il continue avec Prema en Formule 3. Il s'adjuge son premier podium de l'année sur le Hungaroring, puis réitère cette performance à Zandvoort. Comme un symbole, Mick Schumacher décroche sa première pole position et surtout sa première victoire à Spa-Francorchamps, tout comme son père en Formule 1 en 1992. Cette performance intervient après quarante-quatre courses dans le championnat sans succès. Il remporte ensuite deux autres épreuves à Silverstone et à Misano. À domicile sur le Nürburgring, il réalise la très rare performance de remporter les trois manches du week-end, ce qui lui permet de remonter à la deuxième place du classement des pilotes à seulement trois points du leader Dan Ticktum. L'Allemand prend ensuite la tête du championnat après un nouveau week-end fructueux sur le Red Bull Ring, ponctué par trois pole positions et deux victoires. Vient alors le dernier week-end à Hockenheim, où il est sacré lors de l'avant-dernière course de la saison,. Il affiche pour bilan 365 points marqués et huit courses sur trente remportées. Son année se clôt sur une cinquième place au Grand Prix de Macao.

### 2019-2020: titre en Formule 2 et essais en Formule 1

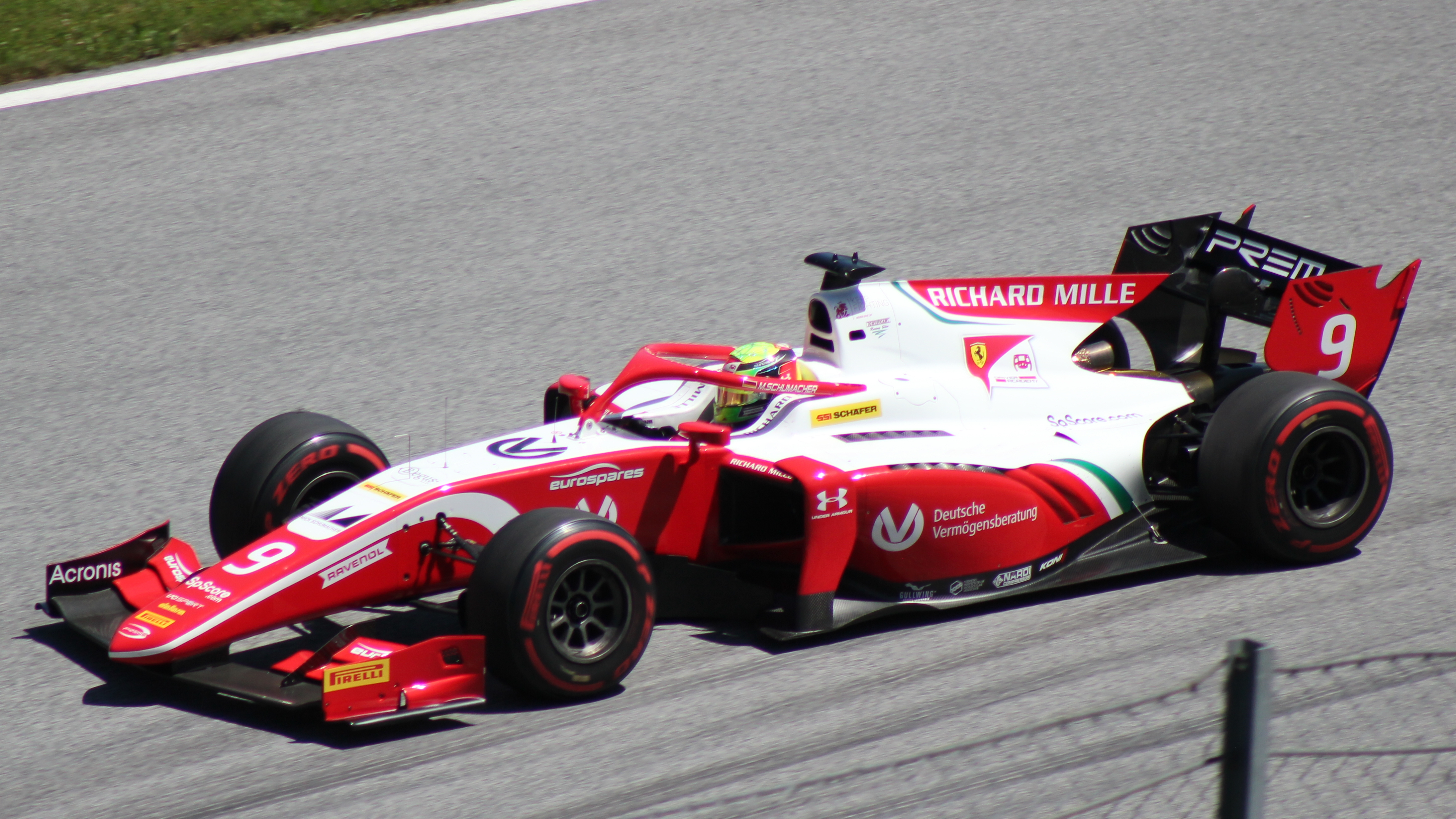
Mick Schumacher en Formule 2 sur le Red Bull Ring en 2019.

Mick Schumacher est promu par son écurie Prema en Formule 2 pour disputer la saison 2019 du championnat aux côtés de Sean Gelael. En début d'année, il intègre la Ferrari Driver Academy. À la suite de cela, il est choisi pour participer à deux journées d’essais avec des Formule 1 en marge du Grand Prix de Bahreïn 2019, où il conduit successivement la Ferrari SF90 puis l'Alfa Romeo C38. Après une première partie de saison mitigée en F2 à cause de quelques déconvenues en courses, il obtient sa première victoire dans la discipline, lors de la course sprint de Budapest. La suite de la saison s'avère plus compliquée et l'Allemand doit se contenter de la douzième place au championnat avec 53 points.
Schumacher rempile pour une année supplémentaire avec Prema en 2020 et est associé au champion de Formule 3 FIA en titre Robert Shwartzman. La pandémie de Covid-19 perturbe fortement le championnat 2020, comme l'ensemble des manifestations sportives dans le monde, si bien que la saison débute en Autriche le 5 juillet. Il obtient ses deux premiers podiums de la saison à Budapest puis enchaîne les bons résultats, jusqu'à remporter la course principale de Monza. Il s'impose une seconde fois à Sotchi et conforte son avance au championnat sur Callum Ilott, un autre membre de la Ferrari Driver Academy. À l'issue du championnat, il s'adjuge le titre avec dix podiums dont deux victoires. Lors du dernier Grand Prix de l'année 2020, à Abou Dabi, il réalise sa première séance d'essais libres au volant de la Haas VF-20 et participe à la première journée d'essais privés post-saison, peu après l'épreuve.

### 2021-2022: passage en Formule 1 avec Haas

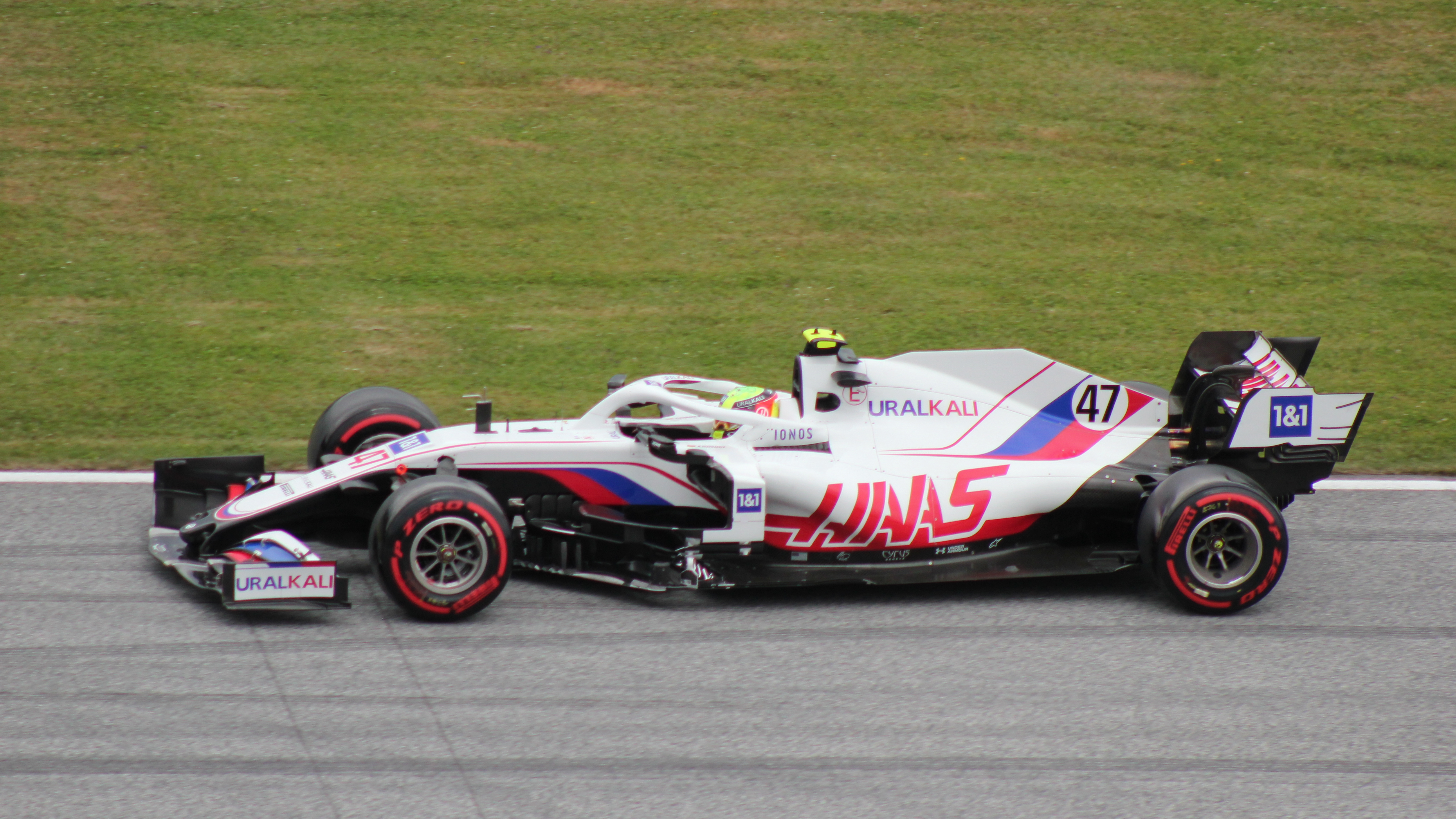
Schumacher au volant de la Haas VF-21 au Grand Prix d'Autriche 2021.

Le 2 décembre 2020, l'équipe Haas F1 Team annonce la titularisation de Mick Schumacher pour les saisons 2021 et 2022. Comme numéro permanent en Formule 1, il choisit le no 47, car les chiffres 4 et 7 sont ses préférés. Qualifié en dix-neuvième position pour son premier Grand Prix, il termine la course seizième, à un tour du vainqueur Lewis Hamilton. À Monaco, il connait un weekend difficile. Lors de la première séance d'essais, il casse une suspension après avoir touché le rail de sécurité ; le lendemain, il détruit sa monoplace contre le rail lors des essais libres du samedi matin et ne peut prendre part à la séance de qualifications. Parti dernier, il franchit la ligne d'arrivée derrière son équipier qui le bat pour la première fois de la saison sur l'intégralité d'un weekend. Lors du Grand Prix de Hongrie, il profite d'une épreuve à rebondissements pour obtenir son meilleur résultat de l'année, grâce à une douzième place. À Mexico, il abandonne dès le premier tour, après avoir été pris dans un accrochage avec Yuki Tsunoda ; au terme de la saison, Schumacher se classe dix-neuvième du championnat avec 0 point.

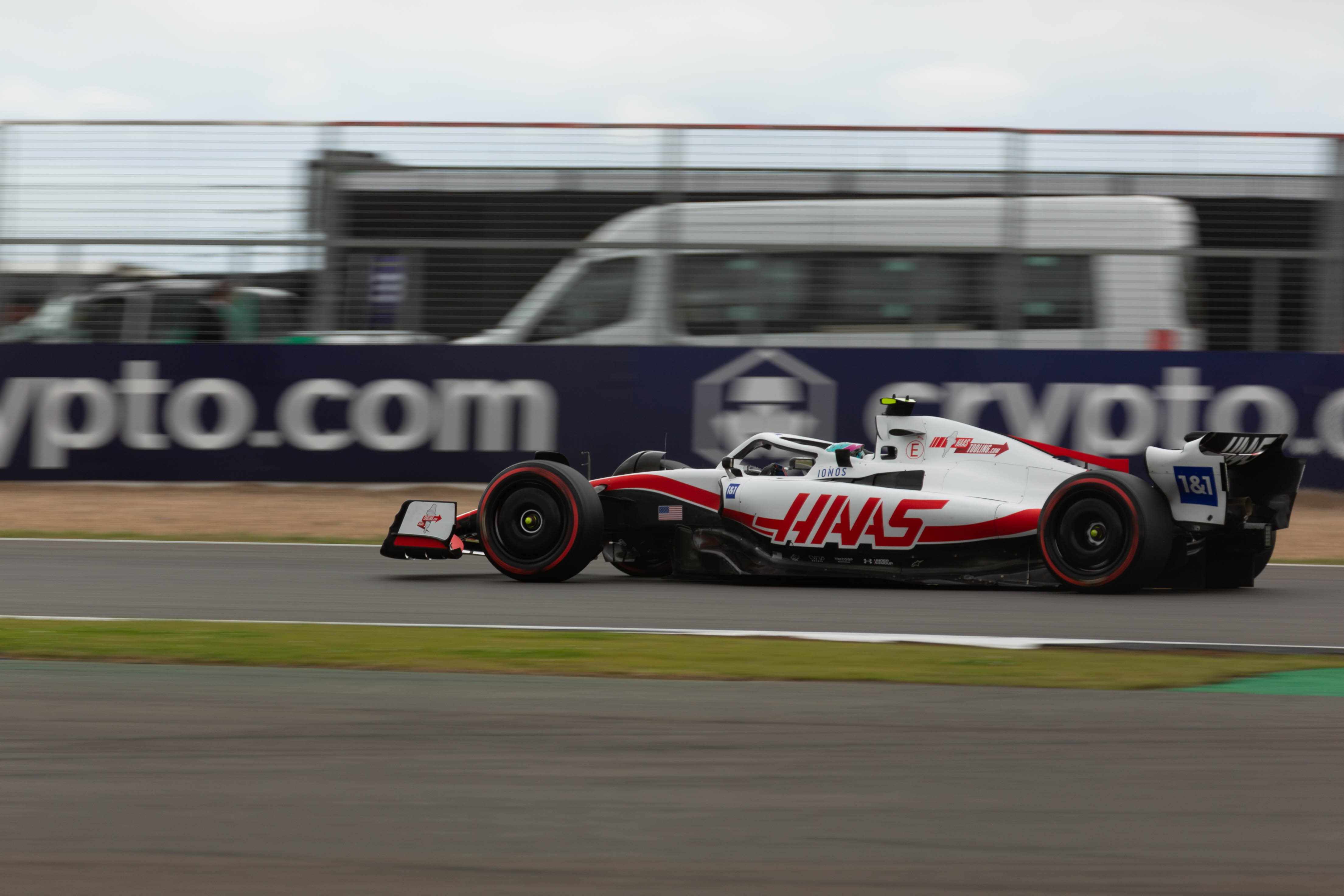
Mick Schumacher en Grande-Bretagne, où il marque ses premiers points en Formule 1.

Lors de la deuxième épreuve de la saison 2022, le pilote allemand subit une violente sortie de piste durant les qualifications ; l'impact a été mesuré à 33 g. Après s'être difficilement extrait de sa monoplace, il est évacué vers le centre médical du circuit où les médecins ne l'autorisent pas à participer à la suite du weekend à cause de ses contusions. Au Grand Prix d'Australie, pour la première fois de l'année, Mick Schumacher bat son coéquipier sur l'intégralité du weekend. Après avoir abandonné à Monaco, il franchit la ligne d'arrivée quatorzième en Azerbaïdjan. Lors du Grand Prix de Grande-Bretagne, il profite d'une course à rebondissements, afin d'obtenir ses premiers points dans la discipline, grâce à une huitième place. Une semaine plus tard, en Autriche, il s'adjuge son meilleur résultat en carrière, après s'être classé sixième ; il est élu par la même occasion « Pilote du jour » par les internautes. Au Grand Prix des États-Unis, il se bat pour une position dans les points mais subit une pénalité et franchit la ligne d'arrivée quinzième. En marge du Grand Prix d'Abou Dabi, qu'il termine seizième, Schumacher annonce que Haas ne renouvellera pas son contrat et que 2022 est sa dernière année au sein de l'équipe ; il rejoint Mercedes, où il travaille en tant que pilote de réserve et de développement.

## Carrière avant la Formule 1
| Saison    | Championnat                          | Écurie                | Courses | Victoires | Pole positions | Meilleurs tours | Podiums | Points | Classement |
| --------- | ------------------------------------ | --------------------- | ------- | --------- | -------------- | --------------- | ------- | ------ | ---------- |
| 2015      | Championnat d'Allemagne de Formule 4 | Van Amersfoort Racing | 22      | 1         | 0              | 0               | 2       | 92     | 10e        |
| 2015–2016 | MRF Challenge Formula 2000           | MRF Racing            | 4       | 0         | 0              | 0               | 2       | 51     | 10e        |
| 2016      | Championnat d'Allemagne de Formule 4 | Prema Powerteam       | 24      | 5         | 4              | 2               | 12      | 322    | 2e         |
| 2016      | Championnat d'Italie de Formule 4    | Prema Powerteam       | 18      | 5         | 4              | 6               | 10      | 216    | 2e         |
| 2016–2017 | MRF Challenge Formula 2000           | MRF Racing            | 16      | 4         | 2              | 1               | 9       | 213    | 3e         |
| 2017      | Championnat d'Europe de Formule 3    | Prema Powerteam       | 30      | 0         | 0              | 0               | 1       | 94     | 12e        |
| 2018      | Championnat d'Europe de Formule 3    | Prema Powerteam       | 30      | 8         | 7              | 4               | 14      | 365    | Champion   |
| 2019      | Formule 2                            | Prema Racing          | 22      | 1         | 0              | 1               | 1       | 53     | 12e        |
| 2020      | Formule 2                            | Prema Racing          | 24      | 2         | 0              | 3               | 10      | 215    | Champion   |

## Résultats en championnat du monde de Formule 1
| Saison | Écurie       | Châssis | Moteur                   | Pneus   | GP disputés | Pole positions | Victoires | Podiums | Meilleurs tours | Dans les points | Abandons | Points inscrits | Classement |
| ------ | ------------ | ------- | ------------------------ | ------- | ----------- | -------------- | --------- | ------- | --------------- | --------------- | -------- | --------------- | ---------- |
| 2021   | Haas F1 Team | VF-21   | Ferrari V6 turbo hybride | Pirelli | 22          | 0              | 0         | 0       | 0               | 0               | 3        | 0               | 19e        |
| 2022   | Haas F1 Team | VF-22   | Ferrari V6 turbo hybride | Pirelli | 21          | 0              | 0         | 0       | 0               | 2               | 2        | 12              | 16e        |
|        | Total        |         |                          |         | 43          | 0              | 0         | 0       | 0               | 2               | 5        | 12              |            |

| Saison        | Écurie       | Châssis    | Moteur                              | Pneus | 1       | 2         | 3       | 4       | 5       | 6       | 7        | 8       | 9        | 10      | 11      | 12      | 13      | 14      | 15       | 16      | 17      | 18       | 19      | 20      | 21       | 22      | Classement | Points inscrits |
| ------------- | ------------ | ---------- | ----------------------------------- | ----- | ------- | --------- | ------- | ------- | ------- | ------- | -------- | ------- | -------- | ------- | ------- | ------- | ------- | ------- | -------- | ------- | ------- | -------- | ------- | ------- | -------- | ------- | ---------- | --------------- |
| 2021          | Haas F1 Team | Haas VF-21 | Ferrari V6 turbo hybride Type 066   | P     | BAH 16e | EMI 16e   | POR 17e | ESP 18e | MON 18e | AZE 13e | FRA 19e  | STY 16e | AUT 18e  | GBR 18e | HON 12e | BEL 16e | P-B 16e | ITA 16e | RUS Abd. | TUR 19e | USA 16e | MEX Abd. | SAO 18e | QAT 16e | ARA Abd. | ABU 14e | 19e        | 0               |
| 2022          | Haas F1 Team | Haas VF-22 | Ferrari V6 turbo hybride Type 066/7 | P     | BAH 11e | ARA Forf. | AUS 13e | EMI 17e | MIA 15e | ESP 15e | MON Abd. | AZE 14e | CAN Abd. | GBR 8e  | AUT 6e  | FRA 15e | HON 14e | BEL 17e | P-B 13e  | ITA 12e | SIN 13e | JAP 18e  | USA 15e | MEX 16e | SAO 13e  | ABU 16e | 16e        | 12              |
| Légende : ici |              |            |                                     |       |         |           |         |         |         |         |          |         |          |         |         |         |         |         |          |         |         |          |         |         |          |         |            |                 |

### Carrière en championnat du monde d'Endurance

#### 2024-2025: WEC avec Alpine
Le 22 novembre 2023, Alpine Endurance Team annonce l'engagement de Mick Schumacher dans le championnat du monde d'endurance FIA, au sein de son écurie, où il fait équipe avec Nicolas Lapierre et Matthieu Vaxivière. 
Lors de sa première épreuve dans la catégorie, il franchit la ligne d'arrivée douzième mais bénéfice d'une pénalité infligée à une Cadillac pour gagner une place. Durant les 24 Heures du Mans, il abandonne après la casse de son moteur. Aux 6 Heures de São Paulo, il finit dixième et marque son premier point. Sur le circuit de Fuji, en se classant troisième, l'Allemand offre à son écurie le premier podium de son histoire en Hypercar ; neuvième au terme de la dernière course de l'année, il termine vingt-deuxième du championnat avec 21 points.
Treizième lors de la manche inaugurale de la saison 2025, il franchit la ligne d'arrivée troisième durant les 6 Heures d'Imola ; performance qu'il réitère à l'occasion de l'épreuve suivante, en dépit d'une crevaison lente pendant la course. Aux 24 Heures du Mans, il se classe onzième mais gagne une position grâce à la disqualification d’une Ferrari. Malgré un weekend compliqué à São Paulo, il profite des déconvenues de certains pilotes afin de terminer neuvième.

## Résultats en championnat du monde d'Endurance
| Année | Équipe                | Châssis     | Moteur                | Pneus    | Courses | Victoires | Abandons | Points inscrits | Classement |
| ----- | --------------------- | ----------- | --------------------- | -------- | ------- | --------- | -------- | --------------- | ---------- |
| 2024  | Alpine Endurance Team | Alpine A424 | Mecachrome V634 3.4 L | Michelin | 8       | 0         | 1        | 21              | 22e        |
| 2025  | Alpine Endurance Team | Alpine A424 | Mecachrome V634 3.4 L | Michelin | 5       | 0         | 0        | 34              | 13e        |

## Résultat aux 24 Heures du Mans
| Année | Équipe                | n° | Châssis     | Moteur     | Pneus    | Catégorie | Équipiers                           | Tours | Résultat |
| ----- | --------------------- | -- | ----------- | ---------- | -------- | --------- | ----------------------------------- | ----- | -------- |
| 2024  | Alpine Endurance Team | 36 | Alpine A424 | Mecachrome | Michelin | LMDh      | Nicolas Lapierre Matthieu Vaxivière | 88    | Abandon  |
| 2025  | Alpine Endurance Team | 36 | Alpine A424 | Mecachrome | Michelin | LMDh      | Frédéric Makowiecki Jules Gounon    | 384   | 10e      |

## Divers

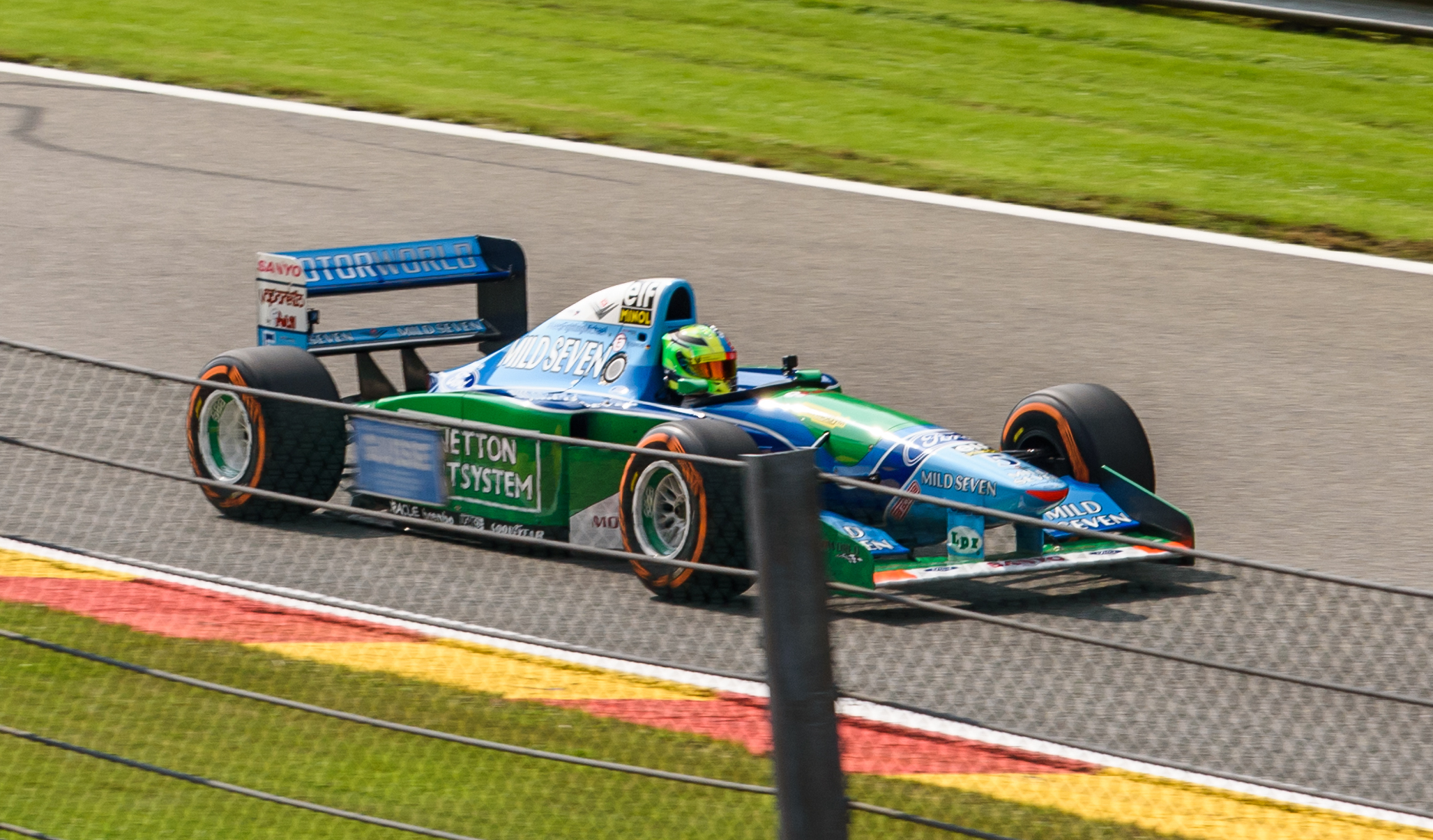
Mick Schumacher au volant de la Benetton B194 de son père à Spa-Francorchamps en 2017.

Le 27 août 2017, en marge du Grand Prix de Belgique à Spa-Francorchamps, il prend le volant de la Benetton Ford Cosworth B194 que pilotait son père en 1994. Cet événement est organisé afin de célébrer les 25 ans de la première des 91 victoires de Michael Schumacher, sur ce circuit, en 1992. À cette occasion, il arbore un casque « double-face », orné de ses couleurs habituelles d'un côté et de celles de son père de l'autre.
Deux ans plus tard, à l'occasion du Grand Prix automobile d'Allemagne 2019, Mick Schumacher conduit la Ferrari F2004 de son père, qui l'a mené à son septième et dernier titre mondial en 2004.
En 2020, lors des festivités du 1000e Grand Prix de la Scuderia Ferrari sur le circuit du Mugello, il tourne une nouvelle fois au volant de la Ferrari F2004 (quinze victoires en dix-huit manches dont treize pour son père lors de la saison 2004).

## Vie privée
Mick Schumacher est le fils du septuple champion du monde de Formule 1 Michael Schumacher et de Corinna Betsch. Son oncle Ralf Schumacher est également un ancien pilote automobile. Son cousin David Schumacher, le fils de Ralf, court lui aussi en formules de promotion. L'Allemand déclare à propos de son père : « Il a été mon idole et je regarde chaque chose qu'il a faite en m'efforçant d'en retirer ce qui peut m'être utile. Mon père a joué un grand rôle dans ma façon de piloter ». Par ailleurs, Sabine Kehm, manager de son père, occupe le même rôle auprès de lui.
Le 29 décembre 2013, il skie avec son père à Méribel quand ce dernier a un accident qui lui cause de graves blessures au cerveau.